# Dysmilichia mira
Dysmilichia mira is een vlinder uit de familie uilen (Noctuidae). De wetenschappelijke naam van deze soort is voor het eerst geldig gepubliceerd in 1938 door Brandt.
De soort komt voor in tropisch Afrika.